# Halidou Tinto
Halidou Tinto es catedrático de parasitología y científico de salud global de Costa de Marfil, con investigaciones que han contribuido a comprender y combatir la malaria en el África subsahariana. Tinto fundó la Unidad de Investigación Clínica de Nanaro (CRUN) en Burkina Faso como parte del Institut de Recherche en Sciences de la Santé (IRSS). Tinto es ahora el director regional del IRSS, y a lo largo de su carrera ha contribuido al estudio de la resistencia a los fármacos antimaláricos y al desarrollo de vacunas contra la malaria.
Tinto creció en Abiyán, Costa de Marfil, pero continuó sus estudios profesionales en varios países. Tinto asistió a la Universidad de Malí para estudiar farmacia, antes de obtener una maestría en microbiología y bioquímica por la Universidad de Uagadugú en Burkina Faso. Tras abandonar brevemente el continente africano, Halidou Tinto prosiguió sus estudios de doctorado en el Instituto de Medicina Tropical de Amberes.

## Primeros años y educación
Halidou Tinto creció en Abiyán (Costa de Marfil). De adolescente, en la década de 1980, su aspiración profesional inicial era convertirse en un músico famoso, llegando incluso a grabar algunos sencillos. Sin embargo, su padre le animó a abandonar la música para centrarse en la educación formal. Tinto comenzó sus estudios superiores de Farmacia en la Facultad de Medicina y Farmacia de la Universidad de Malí. Durante sus estudios, realizó prácticas entre 1995 y 1999 en el Centro Muraz de Burkina Faso. Gran parte de su investigación posterior se inspiró en el trabajo que realizó en el laboratorio de Tinga Robert Guiguemdé en el Centro Muraz. Como investigador asociado, estudió la epidemiología de la resistencia a los medicamentos antimaláricos.
En 1998, Halidou Tinto amplió sus estudios obteniendo un máster en microbiología aplicada y bioquímica por la Universidad de Uagadugú (Burkina Faso). Tras sus estudios de posgrado, Tinto se trasladó a Dinamarca durante un año, donde trabajó en el desarrollo de nuevos fármacos contra la malaria, en la Real Escuela Danesa de Farmacia. 
A su regreso a Burkina Faso en 2001, ocupó su segundo puesto de investigador asociado, pero esta vez en el Instituto de Investigación en Ciencias de la Salud (IRSS).. De vuelta a Europa en 2003, Tinto completó sus estudios de doctorado en 2006 en el Instituto de Medicina Tropical de Amberes. Su doctorado se centró en la resistencia a los fármacos antipalúdicos mediante el examen de los mecanismos de los parásitos de la malaria.

## Carrera profesional

### Fundación de la Unidad de Investigación Clínica de Nanoro
Tras completar su doctorado en Bélgica, Halidou Tinto rechazó una oportunidad para trabajar en la Universidad de Ohio y, en su lugar, regresó al IRSS de Burkina Faso para establecer su propia unidad de investigación. En 2009, Tinto había creado la Unidad de Investigación Clínica de Nanoro (CRUN) como parte del IRSS. Esta unidad destacaba en todo el continente africano por su avanzada infraestructura, que cumplía las normas internacionales para llevar a cabo ensayos clínicos. Esta instalación se ha convertido en un centro equipado que cuenta con los medios suficientes para probar nuevas intervenciones en un entorno que cumple el protocolo de Buenas Prácticas Clínicas. En el momento de su fundación, Inicialmente, el CRUN solo contaba con 10 personas, pero ahora ha pasado a tener una plantilla de 600 personas. Sus 27 proyectos abarcan áreas como la malaria, las infecciones bacterianas, la nutrición y las enfermedades cardiometabólicas. Halidou Tinto supervisó la realización de más de 30 ensayos clínicos en el CRUN, incluidos los ensayos de fase 3 de la vacuna contra la malaria RTS,S de GSK.

### Logros de la vacuna R21
Desde 2014 hasta 2022, a través del IRSS en Burkina Faso, Halidou Tinto trabajó con la Universidad de Oxford en el desarrollo de una vacuna mejorada contra la malaria RTS,S llamada R21/Matrix-M. La investigación de Tinto, financiada por la European and Developing Countries Clinical Trials Partnership 2 (EDCTP2), el Wellcome Trust y el Centro de Investigación Biomédica de Oxford (NIHR), llevó a cabo un ensayo clínico que descubrió que la nueva vacuna R21 tenía una eficacia mejorada del 77% cuando se administraba con una dosis más alta de adyuvante en los 12 meses siguientes al régimen inicial de 3 dosis.
Esto supuso un logro en la carrera de Tinto, ya que fue el investigador principal de estos ensayos de fase 2, que llevaron a que la R21 fuera la única vacuna contra la malaria en cumplir el estándar de eficacia del 75% de la OMS. Su investigación, publicada en 2021, y que obtuvo la aprobación de la OMS en 2022, fue el primer logro de este tipo en la historia del desarrollo de la vacuna contra la malaria.

## Nombramientos y distinciones

### Nombramientos
- 2014 - 2015: Director científico del Centro Muraz [4]
- 2016 - Actualidad: Director de Investigación en Parasitología [3]
- 2016 - Actual: Director regional del Institut de Recherche en Sciences de la Santé (IRSS) en Burkina Faso[4]

### Premios
- Mejor científico del año 2021 - International Achievements Research Center [1]

- Seleccionado en Nature's 10, edición 2023, como uno de los diez científicos con aportaciones más relevantes - Revista Nature.[9]

Tinto también ha recibido varios premios de la European Business Assembly y su filial, la Academic Union, Oxford", organizaciones que venden "premios falsos" bajo una supuesta relación inexistente con la Universidad de Oxford, como los siguientes.
- The name in Science 2021 - Academic Union, Oxford[4]
- Profesor honorario 2022 - Academic Union, Oxford[4]
- Premio Europeo a la Calidad 2022 - European Business Assembly'“[4]